# Double Arch

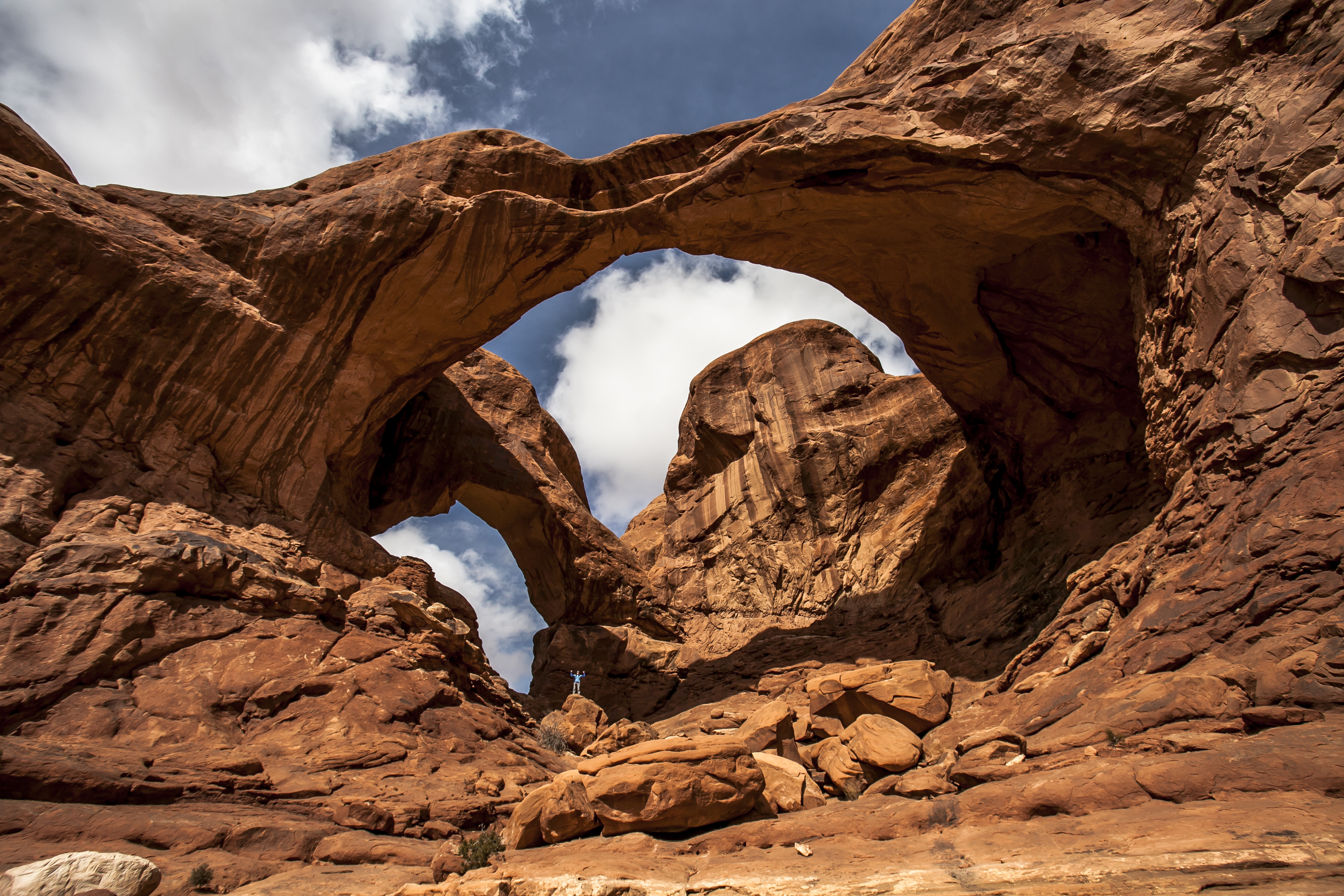
Vista dal basso del double arch

Double Arch (in italiano doppio arco) era una coppia ravvicinata di archi naturali, una delle caratteristiche più conosciute del Arches National Park nello Utah, Stati Uniti. 
Il crollo è avvenuto nell'agosto del 2024 a causa dell'erosione.

## Geografia
L'area del Double Arch è raggiungibile grazie ad una passeggiata di circa 800 metri ed è di libero accesso, senza la presenza di barriere o recinzioni.

## Genesi
Il double arch ha avuto una genesi diversa rispetto alla maggior parte degli archi presenti nel Parco Nazionale degli Arches. La formazione è dovuta all'erosione dell'acqua proveniente dall'alto piuttosto che dall'erosione dovuta a un corso d'acqua laterale. L'apertura più grande del doppio arco ha una lunghezza 45 metri e un'altezza di 32 metri. Queste dimensioni danno all'arco l'apertura più alta e la seconda più lunga dell'intero parco.

## Utilizzo cinematografico
L'area è stata utilizzata come set per la scena di apertura di Indiana Jones e l'ultima crociata. Tuttavia, la caverna mostrata nel film, nella realtà non esiste.